# Südöstliche Juraausläufer bei Regensburg
Die Südöstlichen Juraausläufer bei Regensburg sind ein 24 Hektar großes zur Stadt Regensburg gehörendes Naturschutzgebiet im Osten von Regensburg, Bayern. Das Schutzgebiet besteht aus zwei Teilgebieten, dem an das Naturschutzgebiet Brandlberg angrenzenden Spitalholz sowie dem nördlich an das Naturschutzgebiet Keilstein anschließenden Fellinger Berg. Das Naturschutzgebiet umfasst Halbtrockenrasen und wärmeliebende Saumgesellschaften.